# Pitana

Mapa da Anatólia Hitita: regiões e cidades. Alguns locais são aproximados

Pitana (em hitita: Pithana ou Pitḫana) era um rei de meados do século XVIII a.C. da cidade de Cussara. Juntamente com seu filho e sucessor, Anita, ele conquistou a cidade de Nesa, que se tornou sua residência, no coração das colônias assírias da Anatólia e do núcleo dos territórios de língua hitita, constituindo-se o principado hegemônico da Anatólia.
Os nomes de Pitana e Anita aparecem em tabuletas primitivas assírias, pertencentes a arquivos comerciais, onde são mencionados em certificados, como "pela mão do Príncipe Pitana e do Grande Lorde da Escada, Anita". Da mesma forma, ambos aparecem em uma inscrição encontrada na cidade de Zulpa. Foi considerado pelos hititas como um dos fundadores de sua linhagem real.